# Ultraman: Rising
 (juillet 2024).
Si vous disposez d'ouvrages ou d'articles de référence ou si vous connaissez des sites web de qualité traitant du thème abordé ici, merci de compléter l'article en donnant les références utiles à sa vérifiabilité et en les liant à la section « Notes et références ».
Pour plus de détails, voir Fiche technique et Distribution.
Ultraman: Rising est un film d'animation de super-héros américano-japonais sorti en 2024 et basé sur la franchise Ultraman de Tsuburaya Productions. Coproduction nippo-américaine entre Netflix Animation et Tsuburaya Productions, avec l'animation d'Industrial Light & Magic, il s'agit du 44e film de la franchise. Réalisé par Shannon Tindle et John Aoshima (dans leur premier long métrage), Shannon Tindle l'a co-écrit avec Marc Haimes.

## Synopsis
Ultraman est un super-héros qui protège la ville contre les attaques des Kaiju. Son identité est  "Sato" qui entretient une vie de famille avec sa femme Emiko et avec son fils Kenji. Cependant, comme son travail l’oblige à reste aux Japon, il a dû envoyer ma femme et son fils vivre à Los Angeles. En raison de son incapacité à remplir les responsabilités de son père, Kenji a gardé rancune contre son père.
Vingt ans plus tard, Kenji est devenu une star du baseball avancée et vaniteuse avec le nom de scène "Ken Sato", revient au Japon, bien qu'il soit sur le point de remporter un championnat en Amérique. Le journaliste Ami Wakita attribue son départ soudain à des rumeurs d'affaires familiales inachevés, mais il s'agit en fait d’assurer la relève de Ultraman, qu'il a accepte à contrecœur. Après une bataille avec le monstre Neronga, Ken se sent sous-estimé après les plaintes des citoyens et se défoule en disant qu'il n'a jamais voulu être Ultraman tout en se souvenant de sa mère Emiko, récemment disparue.
Le Dr. Onda, l'officier en chef de la Kaiju Defense Force (KDF), qui nourrit de la rancune contre Ultraman et les Kaiju, surveille une équipe de transport qui doit lui remettre un colis secret. Cependant, ils sont poursuivis par le kaiju Gigantron ressemblant à un oiseau. Ken fut obligé d’intervenir  après que leur apparition interrompt à sa compétition. Poursuivi par la KDF, les deux géants ont été touchés par des missiles et tombe dans la baie de Tokyo. Gigantron perd connaissance au sommet du colis, qui s'avère être un œuf qui éclot un jeune Gigantron, forçant Ultraman à l'emmener avec lui avant que le KDF ne le trouve.
Alors que l'enfant s'imprime sur lui en tant que parent, Ken l'élève à contrecœur avec l'aide de son assistante I.A. Mina. Ne voulant pas accepter l'aide de son père en raison de leur relation altérée, Ken a du mal à gérer sa carrière et ses devoirs parentaux. Il se tourne vers Ami, elle-même parent, pour lui demander comment elle gère la parentalité, et elle lui répond que, malgré les difficultés, cela peut être gratifiant. Progressivement, il accepté l'existence du bébé kaiju et lui a appris à jouer au baseball. Une nuit, Ken abandonne un entretien avec Ami après que son Gigantron se soit enfuie à Tokyo, et Onda lui demande de la livrer. Cependant, il refuse et blesse accidentellement l'épaule de son Gigantron en essayant de la sauver. Elle ramène la bête à la maison et finit par contacter son père pour demander de l'aide, qui la guérit et l'aide à l'élever en lui donnant le nom de Emi.
Onda révèle au capitaine du KDF son plan d'utiliser l'écholocalisation d'Emi pour trouver l'île où vivent les kaiju et la détruire, ce qu'il justifie comme un moyen de protéger l'humanité après que sa famille ait été tuée dans un incident où Ultraman a combattu un kaiju. Dans une cabane familiale, Ken et Sato réconcilient leur relation maintenant que Ken comprend la lutte pour être un parent et Ultraman. Cependant, Emi entre dans un stade de chrysalide lorsque le KDF les trouve et les attaque, blessant Sato. À la maison, Ken le met dans un capsule de guérison pendant qu'Emi éclos de son cocon, après avoir développé ses ailes. Elle entend les appels de sa mère biologique à travers la baie de Tokyo et s'envole vers elle.
Peu de temps après, le KDF attaque la maison de Ken, détruisant Mina et faisant disparaître le tuyau de Sato dans la mer. Un Ken en colère se transforme en Ultraman pour traque Emi au centre de la baie, où ils rencontrent un Gigantron mécanisé  et contrôler par la KDF. Il l'attaque férocement mais s'arrête après avoir remarqué de la chère sous le métal et réalisé qu'il Gigantron est toujours vivant mais a été transformé en cyborg. Ultraman dépasse sa limite d'énergie et revient à Ken, mais est sauvé par Sato, qui revient dans sa forme géant, Ultradad. Emi parvient à briser le contrôle de la KDF sur Gigantron, après avoir ordonné l’évacuation, Onda transforme son vaisseau de KDF en un mecha géant pour combattre seul Ultraman, Ultradad et le kaiju, accusant Ultradad de la mort de sa famille. Onda est vaincu, mais déclenche une séquence d'autodestruction qui le tue tandis qu'Ultraman forme une barrière pour limiter les dégâts et sauver citoyens proches de la baie.
Plus tard, Ami interviewe enfin Ken, qui a survécu malgré sa blessure à l'épaule, et remarque qu'il a récemment mûri, ce qu'elle attribue à sa famille. Elle partage un message vocal de sa mère qui exprime son espoir de se réconcilier avec son père et que leurs décisions en tant que parents viennent d'un lieu d'amour pour le préparer à la vie. Plus tard, Ken et Sato parviennent à trouver l'île des kaiju avec l'aide d'Emi et de Gigantron.
inter-générique
Emiko contacte Ken pour obtenir de l'aide, révélant qu'elle est bloquée sur la planète natale d'Ultraman dans la nébuleuse M78.

## Fiche technique
Sauf indication contraire, les informations mentionnées dans cette section peuvent être confirmées par la base de données cinématographiques IMDb,  présente dans la section « Liens externes ».
- Titre français : Ultraman: Rising
- Titre original : Ultraman: Rising
- Réalisateur : Shannon Tindle et John Aoshima
- Scénario : Shannon Tindle et Marc Haimes
- Direction artistique : Sunmin Inn, Keiko Murayama
- Musique : Scot Blackwell
- Production : Tom Knott, Sean M. Murphy et Lisa M. Poole

Producteurs délégués : Kei Minamitani, Masahiro Onda, Takayuki Tsukagoshi
- Sociétés de production : Netflix Animation, Tsuburaya Productions, Industrial Light & Magic
- Sociétés de distribution : Netflix
- Budget :
- Pays de production :  États-Unis,  Japon
- Langue originale : anglais
- Format : couleur
- Genre : Animation, science-fiction et super-héros
- Durée : 117 minutes
- Dates de sortie :
  - France : 12 juin 2024 (Festival international du film d'animation d'Annecy)
  - Monde : 14 juin 2024 (sur Netflix)

## Distribution

### Voix originales
- Yuki Yamada : Kenji « Ken » Sato / Ultraman
- Fumiyo Kohinata : Pr Hayao Sato / Ultradad
- Ayumi Tsunematsu (en) : Mina / Emiko Sato
- Fumihiko Tachiki : Dr Onda
- Akari Hayami : Ami Wakita
- Hiroko Sakurai (en) : la mère d'Ami
- Takaya Aoyagi : Captain Aoshima
- Taiten Kusunoki (en) : Coach Shimura

### Voix françaises
- Emmanuel Garijo : Kenji « Ken » Sato / Ultraman
- Pierre Tessier : Pr Hayao Sato / Ultradad
- Ingrid Donnadieu : Mina / Emiko Sato
- Serge Biavan : Dr Onda
- Joy Feldman : Ami Wakita
- Stéphane Otero : le capitaine Aoshima

 Source et légende : version française (VF) sur RS Doublage et carton du doublage français.